# اسامة عاشور
اسامه عاشور (انگلیسی: Osama Aashor؛ زادهٔ ۷ ژانویهٔ ۱۹۹۰) یک ورزشکار اهل عربستان سعودی است.
از باشگاه‌هایی که در آن بازی کرده‌است می‌توان به باشگاه فوتبال النصر عربستان سعودی و باشگاه فوتبال الفتح عربستان سعودی اشاره کرد.